# Foreste sacre dei Kaya
Le foreste sacre dei Kaya sono un gruppo di foreste abitate dai Mijikenda, e situate in Kenya. Un kaya (plurale makaya o kayas) è un sito sacro del popolo Mijikenda nell'ex provincia costiera del Kenya. Spesso situato all'interno di foreste sacre, un kaya è considerato una fonte intrinseca di potere rituale e l'origine dell'identità culturale; è anche un luogo di preghiera per i membri dell'etnia Mijikenda.
Anche l'insediamento, il centro rituale e il recinto fortificato associati alla foresta fanno parte del kaya. Si pensa che questa ecozona sia l'unico esempio vivente di come fosse l'ecosistema durante il primo periodo di insediamento della costa dell'Africa orientale. Al giorno d'oggi, il kaya è anche indicato come un'unità organizzativa tradizionale del Mijikenda. Undici dei circa 60 makaya separati sono stati raggruppati e inserite nel 2008 come le Foreste Sacre Mijikenda Kaya tra i patrimoni dell'umanità dell'UNESCO.

## Descrizione
Si tratta di 11 foreste sparse per 200 km, che contengono i resti di alcuni villaggi fortificati, noti come kaya, creati dai Mijikenda. Questi insediamenti risalgono al XVI secolo, e vennero abitati fino agli anni quaranta. Attualmente sono diventati luoghi sacri, governati da consigli di anziani.
Più di 50 makaya sono stati identificati nelle contee di Kwale, Mombasa e Kilifi. Misurano tra i 30 e i 300 ettari ciascuno. Questi sono sparsi su ciò che rimane dell'ecoregione forestale della Montagna dell'Arco Orientale Mosaico, che si estende per 900 chilometri dal Mozambico alla Somalia. Tuttavia, sono concentrati all'interno di un tratto di entroterra di 200 chilometri nell'area delle pianure costiere meridionali del Kenya, tra le città di Mombasa e Kilifi. Mentre i visitatori non sono autorizzati ad entrare nella maggior parte dei makaya, Kaya Kinondo, una foresta di 30 ettari sulla spiaggia di Diani Beach, lo consente ai visitatori e ricade sotto gli auspici del Kaya Kinondo Ecotourism Project. Ci sono regole specifiche che i visitatori devono rispettare quando visitano Kaya Kinondo, tra cui un codice di abbigliamento, nessun disturbo della flora naturale, nessuna fotografia, non parlare a voce troppo alta e non accarezzarsi a vicenda.
Mijikenda è una parola che si riferisce specificamente ai nove gruppi sub-etnici originali e ai loro corrispondenti insediamenti makaya, tra cui A'Giriama, A'Kauma, A'Chonyi, A'Kambe, A'Dzihana, A'Rihe, A'Rahai, A'Duruma e A'Digo. Altri studiosi distinguono questi nove gruppi semplicemente come Giriama, Rabai, Chonyi, Kauma, Kambe, Jibana, Ribe, Duruma e Digo. Inoltre, Miji- significa letteralmente villaggi e -Kenda significa nove nelle lingue bantu. I Duruma e i Digo makaya sono insediamenti nettamente meridionali dei Mijikenda, separati dagli altri sette dei makaya iniziali.
La ricerca supporta l'ipotesi che gli insediamenti iniziali di kaya tendano ad essere concentrati negli ambienti forestali di cresta orientale piuttosto ristretti della costa a causa della presenza di due sistemi fluviali, i fiumi Rare e Galana, nonché di terreni fertili per la pastorizia e l'agricoltura. Ma i dieci makaya iniziali poterono anche essere concentrati in queste aree, in gran parte a causa della sicurezza che fornivano dagli insediamenti esterni circostanti degli Swahili, dei Waata, dei Kwavi e dei Wasegeju. Inizialmente, i popoli Mijikenda migrarono in questa regione costiera del Kenya alla fine del XVI secolo dalla loro ex patria Shungwaya a nord. Alla fine, tra la fine del XIX e l'inizio del XX secolo, questi dieci insediamenti iniziali erano stati in gran parte abbandonati dai popoli Mijikenda mentre migravano in diverse regioni e stabilivano i successivi makaya.

## Significato religioso
Le foreste e i resti dei villaggi sono particolarmente protetti dal loro status di luoghi sacri. Sono vietati il disboscamento, l'uso come pascolo e la caccia di alcuni animali. Ciò è garantito dagli anziani, che non solo possono nominare guardie, ma hanno anche l'autorità di infliggere punizioni per la deforestazione proibita, il comportamento improprio, ecc. In linea di principio, tutti i membri della tribù sono autorizzati ad entrare nel Kaya per pregare o tenere cerimonie religiose sotto la guida degli anziani.
I Mijikenda, nella misura in cui non sono convertiti all'Islam, adorano tradizionalmente gli spiriti dei loro antenati e credono in un dio monoteista (mulungu).

## Storia
La storia dell'insediamento dei Kaya è stata tramandata solo oralmente. Secondo queste storie, l'agricoltura Mijikenda proveniva nel XVI secolo da una terra chiamata Singwaya o Shungwaya, che si presume si trovi a nord del fiume Tana nell'attuale Somalia. Lì furono espulsi dagli Akwavi Maasai, dai Galla (Oromo) o dagli Orma, che vivevano come pastori. I coloni originari fondarono inizialmente sei insediamenti sui crinali che correvano paralleli alla costa, e in seguito ne furono aggiunti altri tre. Da questi nove villaggi, la divisione dei Mijikenda in clan, che è ancora usata oggi, è metonimicamente derivata. Nei secoli che seguirono, i singoli Kaya fiorirono e gli abitanti svilupparono le proprie lingue e costumi.
Mentre le leggende mostrano che i villaggi furono fondati tra il 1560 e il 1870, questo fatto non può essere completamente confermato da altre fonti. La storiografia delle città costiere dello Swahili riporta un afflusso di Mijikenda nel XVII secolo. Anche gli studi linguistici sembrano sostenere la stretta affiliazione dei clan e la loro comparsa in questo periodo.
Più recentemente, tuttavia, è stato anche sostenuto che la designazione come Mijikenda potrebbe essere più un costrutto della cultura araba e swahili sulla costa per delimitarli. Inoltre, le indagini archeologiche hanno rivelato prove che alcuni dei Kaya erano già insediati nel Medioevo.
Dal XIX secolo, il numero di abitanti nei villaggi è in declino. Non è possibile stabilirne un motivo chiaro, probabilmente l'ambiente economico favorisce la migrazione verso le fattorie circostanti e le città costiere. Nel 1940, la maggior parte dei Kaya furono abbandonati. La coltivazione più intensiva e il disboscamento dell'area circostante con la contemporanea tutela religiosa delle aree forestali hanno portato alla struttura odierna con i forti contrasti tra piantagioni e bosco. Tuttavia, si deve presumere che la pressione della domanda di legna da ardere e il desiderio di espandere le aree di coltivazione e di insediamento abbiano da allora portato a una graduale riduzione delle dimensioni dei Kaya. Ma, a causa della mancanza di registrazioni cartografiche, non è possibile scendere nei dettagli.